# Kévin Rocheteau
Kévin Rocheteau, né le 10 juillet 1993 à Royan, est un footballeur français. Il évolue au poste de milieu offensif au Chamois niortais Football Club. Il n'a pas de lien de parenté avec Dominique Rocheteau, ancien joueur emblématique de Saint-Étienne dans les années 1970 et du Paris Saint-Germain des années 1980.

## Carrière
Kévin Rocheteau signe son premier contrat professionnel à l'été 2013 avec son club formateur, les Chamois niortais FC.
Prêté aux Herbiers VF pour la saison 2017-2018, il s'engage ensuite au SO Cholet.
Il finit la saison 2018-2019 en étant meilleur buteur de National et est élu meilleur joueur de la saison de national le 11 mai 2019.
Le 23 mai 2022, après 2 saisons passées en Ligue 2 a l'USL Dunkerque, il retourne dans son club formateur de Niort et y signe un contrat de 2 ans.
Il rejoint l'US Pays de Cassel, promu en National 3 pour la saison 2023/2024.

## Statistiques
| Saison                | Club                   | Championnat           | Championnat | Championnat | Championnat | Coupe nationale | Coupe nationale | Coupe nationale | Coupe de la Ligue | Coupe de la Ligue | Coupe de la Ligue | Total | Total | Total |
| Saison                | Club                   | Division              | M.          | B.          | P.d.        | M.              | B.              | P.d.            | M.                | B.                | P.d.              | M.    | B.    | P.d.  |
| 2013-2014             | Chamois niortais       | Ligue 2               | 12          | 3           | 0           | 1               | 0               | 0               | 1                 | 1                 | -                 | 14    | 4     | 0     |
| 2014-2015             | Chamois niortais       | Ligue 2               | 9           | 0           | 1           | 2               | 0               | 0               | -                 | -                 | -                 | 11    | 0     | 1     |
| 2015-2016             | Chamois niortais       | Ligue 2               | 23          | 2           | 2           | 3               | 1               | 0               | 1                 | 0                 | 0                 | 27    | 3     | 2     |
| 2016-2017             | Chamois niortais       | Ligue 2               | 9           | 1           | 0           | 1               | 0               | 0               | -                 | -                 | -                 | 10    | 1     | 0     |
| Sous-total            | Sous-total             | Sous-total            | 53          | 6           | 3           | 7               | 1               | 0               | 2                 | 1                 | 0                 | 62    | 8     | 3     |
| 2017-2018             | Les Herbiers VF (prêt) | National              | 27          | 8           | 2           | 7               | 3               | 0               | -                 | -                 | -                 | 34    | 11    | 2     |
| Sous-total            | Sous-total             | Sous-total            | 27          | 8           | 2           | 7               | 3               | 0               | 0                 | 0                 | 0                 | 34    | 11    | 2     |
| 2018-2019             | SO Cholet              | National              | 31          | 15          | 3           | 2               | 0               | -               | -                 | -                 | -                 | 33    | 15    | 3     |
| 2019-2020             | SO Cholet              | National              | 17          | 10          | 2           | 2               | 1               | -               | -                 | -                 | -                 | 19    | 11    | 2     |
| Sous-total            | Sous-total             | Sous-total            | 48          | 25          | 6           | 4               | 1               | 0               | 0                 | 0                 | 0                 | 52    | 26    | 6     |
| 2020-2021             | USL Dunkerque          | Ligue 2               | 1           | 0           | 0           | 0               | 0               | 0               | -                 | -                 | -                 | 1     | 0     | 0     |
| 2021-2022             | USL Dunkerque          | Ligue 2               | 26          | 5           | 0           | 1               | 0               | 0               | -                 | -                 | -                 | 27    | 5     | 0     |
| Sous-total            | Sous-total             | Sous-total            | 27          | 5           | 0           | 1               | 0               | 0               | 0                 | 0                 | 0                 | 28    | 5     | 0     |
| 2022-2023             | Chamois niortais       | Ligue 2               | 17          | 1           | 0           | 4               | 1               | 0               | -                 | -                 | -                 | 21    | 2     | 0     |
| Sous-total            | Sous-total             | Sous-total            | 17          | 1           | 0           | 4               | 1               | 0               | 0                 | 0                 | 0                 | 21    | 2     | 0     |
| 2023-2024             | US Pays de Cassel      | National 3            | 0           | 0           | 0           | 0               | 0               | 0               | -                 | -                 | -                 | 0     | 0     | 0     |
| Sous-total            | Sous-total             | Sous-total            | 0           | 0           | 0           | 0               | 0               | 0               | 0                 | 0                 | 0                 | 0     | 0     | 0     |
| Total sur la carrière | Total sur la carrière  | Total sur la carrière | 172         | 45          | 11          | 23              | 6               | 0               | 2                 | 1                 | 0                 | 197   | 52    | 11    |

## Palmarès
- Coupe de France
  - Finaliste : 2018